# Partidul Steagul Roșu
Partidul Steagul Roșu (în limba spaniolă: Partido Bandera Roja) este un partid comunist din Venezuela. A fost fondat în 1971 de membrii antirevisioniști ai Mișcarea Stângii Revoluționare (MIR). Partidul Steagul Roșu a sprijinit la început ideologia lui Enver Hoxha și a Partidul Muncii din Albania.
În zilele noastre, partidul este condus de Gabriel Rafael Puerta Aponte. După victoria în alegeri a lui Hugo Chávez din 1998, partidul a trecut de partea opoziției aripii de dreapta și social-democrate. Acest fapt a dus la un număr de demisii din partid, membrii care au părăsit Partidul Steagul Roșu trecând în tabăra lui Chávez. Partidul a fost acuzat că ar fi fost implicat în tentativa de lovitură de stat din 2002 din Venezuela. 
În campania pentru alegerile prezidențiale din 2006, Partidul Steagul Roșu a sprijinit candidatura lui Manuel Rosales. Rezultatele electorale ale partidului din ultimele alegeri au arătat un număr de 18.468 voturi, adică 0,16% dintre sufragiile valabil exprimate.  Arhivat în 6 decembrie 2006, la Wayback Machine.

## Organizația de tineret
Organizația de tineret a partidului este Uniunea Tineretului Revoluționar (UJR).